# Opisthotropis kikuzatoi
Opisthotropis kikuzatoi је гмизавац из реда Squamata и фамилије Colubridae. 

## Угроженост
Ова врста је крајње угрожена и у великој опасности од изумирања.

## Распрострањење
Јапан је једино познато природно станиште врсте.

## Станиште
Врста Opisthotropis kikuzatoi има станиште на копну.